# Histoire des droits des homosexuels au Canada

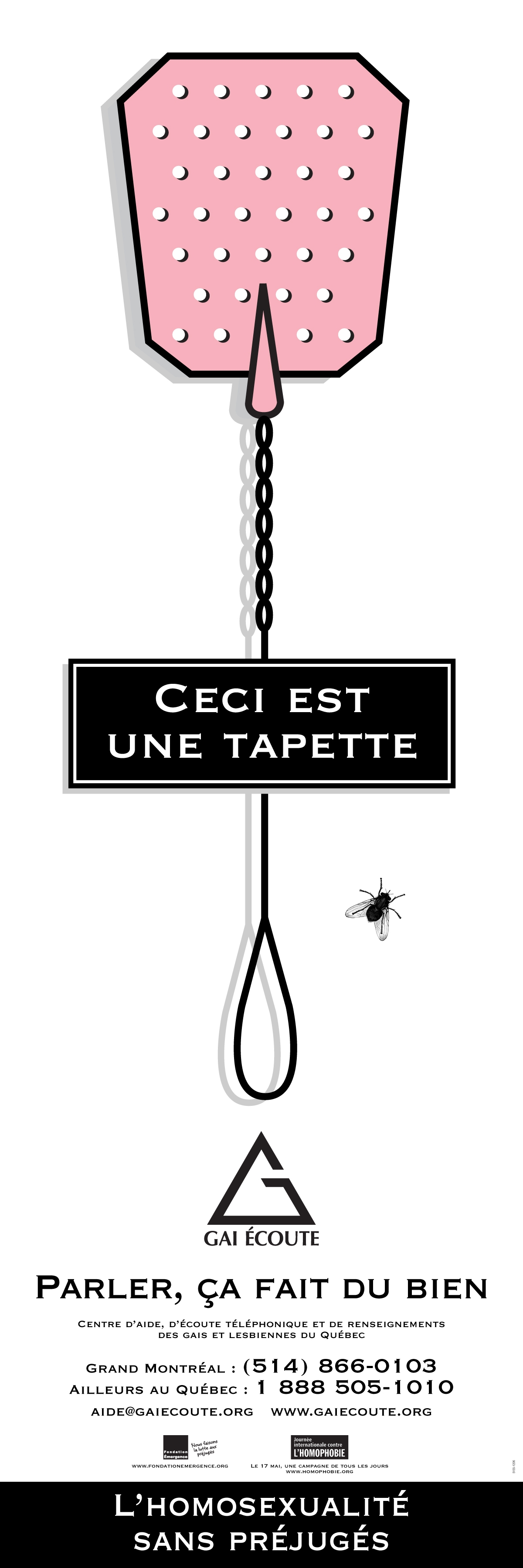
Première campagne publicitaire de Gai écoute, en 1997.

L’histoire de l’homosexualité au Canada est effervescente entre les années 1960 et les années 2000. Antérieurement aux années 1960, l’homosexualité au Canada est un acte criminel passible d’emprisonnement et demeure dans la clandestinité. « Lourdement condamnés, mais sourdement ignorés », avait écrit l’historien Vigarello. Tels étaient les homosexuels à l’époque de la Nouvelle-France. Influencée par l’Église, en 1841, la première loi condamnant ce crime est votée. Elle punit de la peine de mort les homosexuels. C’est seulement vingt-huit ans plus tard que l’État, au Canada, remplace la peine de mort par une peine d’emprisonnement. 

## Historique

### AuXIXesiècle
Les actes homosexuels entre hommes étaient passibles de la peine de mort en Amérique du Nord britannique ; toutefois, les autorités politiques se sont montrées réticentes à l'appliquer . Ainsi, de nombreux hommes ont été condamnés à mort par les tribunaux pour sodomie, sans que l'on trouve d'enregistrement d'une exécution pour sodomie.
En 1859, le Canada a intégré sa loi sur la sodomie dans les Statuts refondus du Canada, où l'on pouvait lire : « Toute personne coupable du crime abominable de sodomie, commis soit avec l'humanité, soit avec un animal, subira la mort comme un criminel ».
La sodomie est restée passible de la peine de mort jusqu'en 1869, lorsqu'une réforme du droit pénal canadien a supprimé la peine de mort pour tous les crimes sauf les plus graves. Les tribunaux considèrent l’homosexualité comme un acte de grossière indécence, passible de poursuites et de condamnation criminelle, en vertu de l'amendement Labouchère du Criminal Law Amendment Act (1885). Une loi plus large ciblant toutes les activités sexuelles masculines homosexuelles (« grossière indécence ») est adoptée en 1892.

### Années 1950-1960
Les modifications apportées au Code criminel en 1948 et 1961 qualifient les homosexuels de « psychopathes sexuels criminels » et de « délinquants sexuels dangereux »[réf. souhaitée]. Ces catégorisations impliquaient des peines de prison à durée indéterminée.
Le Code criminel canadien est abrogé en 1953 pour appliquer la notion de grossière indécence aux deux sexes. Ainsi, le référent passe de « tout individu de sexe masculin » à « quiconque », ce qui permet désormais de réprimer criminellement l'homosexualité féminine.  
La répression de l'homosexualité s'intensifie dès les années 1950 dans le cadre des purges ciblant les personnes LGBT au Canada pendant la guerre froide. Le gouvernement considère que les homosexuels de la fonction publique et de l'armée sont, notamment en raison de leur clandestinité forcée, plus susceptibles que d'autres de céder à un chantage des agents communistes, et de livrer à l'URSS des informations sensibles. Comme aux États-Unis, où sévit à la même époque la peur violette, au Canada les homosexuels sont sous surveillance. La Gendarmerie royale du Canada constitue des dossiers sur 9000 d'entre eux. On estime à plusieurs centaines, peut-être à un millier, le nombre de personnes LGBT licenciées de la fonction publique en raison de leur orientation sexuelle. Le gouvernement fédéral finance des tests supposés « détecter » les homosexuels, notamment la Fruit machine, ou trieuse à fruits — le terme « fruit (en) » désigne en anglais de manière insultante les homosexuels.
Durant les années 1960 (comme antérieurement), l’Église considère les homosexuels comme des pécheurs, la médecine comme des malades mentaux et la loi comme des criminels. Tous les jours, les policiers présentent une cause d’homosexualité devant les tribunaux. Les condamnés peuvent être emprisonnés pour une période de cinq ans.
En 1968, des gays et lesbiennes sont pour la première fois interrogés à la télévision de Radio-Canada à l’émission Dossier, présentée par Bernard Derome. L’une des invitées, Jeanine Mahès, est poursuivie, emprisonnée et internée à Saint-Jean-de-Dieu quelques jours après l'entretien, puis elle perd la garde de sa fille qu’elle ne peut pas revoir durant quinze ans.
À la même époque, George Klippert, un mécanicien de Yellowknife, est emprisonné durant quatre ans pour avoir dit aux policiers qu’il avait eu des relations avec d’autres hommes. Son cas se rendit jusqu’en Cour suprême du Canada et c’est son histoire qui poussa le ministre de la Justice, Pierre Elliott Trudeau, à revoir le Code criminel au sujet de l’homosexualité. George Klippert est la dernière personne au Canada à être arrêtée, inculpée, poursuivie, condamnée et emprisonnée pour son homosexualité,.
Le 14 mai 1969, le gouvernement Trudeau réforme le Code criminel du Canada et décriminalise les actes homosexuels en présentant le Bill omnibus : « Tout ce que nous proposons comme amendement au code pénal, c’est ce qui se fait entre deux adultes consentants, ça ne regarde pas la police. Nous n'autorisons pas l’homosexualité, mais n’allons pas punir, nous n’allons pas envoyer des policiers pour voir ce qui se passe entre adultes majeurs consentants, en privé. [sic] ».

### Les années 1970
Bien que le Bill omnibus de Trudeau décriminalise l’homosexualité, le quotidien des homosexuels demeure difficile au Québec et au Canada. Jusqu’au milieu des années 1970, l’homosexualité est considérée comme une maladie mentale au sein de la communauté médicale. Jusqu’alors, la thérapie par électrochocs, insuline et lobotomie était préconisée par les psychiatres.
En 1971, le document « We demand » (Nous exigeons) est publié. Il proclame la défense et l’égalité des homosexuels et entraîne aussi l'émergence du mouvement gai. Il est essentiel, puisqu’il contribue à faire réagir l’État et encourage la lutte de la communauté homosexuelle. De plus, dans ce document, plusieurs informations sont rendues publiques et les auteurs font preuve de transparence.
En 1971, le Front de libération homosexuel (FLH) est le premier regroupement gai du Canada. Le mouvement est né après une descente policière dans un bar des États-Unis, le StoneWall Inn, où se déroula l’une des plus grandes émeutes en Amérique entre la communauté LGBT et les policiers. Au Canada, le Front de libération homosexuel ne dure qu’un an, victime de la répression policière.
La première manifestation gaie au Canada se déroule devant le parlement du Canada à l’automne 1971. La revue homosexuelle The Body Politic est créée en 1971. La revue, comme d'autres qui se vendaient sur les kiosques à journaux, permettait à la communauté d'obtenir des informations fiables sur les avancées dans les droits homosexuels. En lisant ces journaux, la population pouvait avoir non seulement accès aux avancées juridiques, mais également à une étude plus approfondie des limites et apports des nouvelles lois mises en place. La presse a ainsi joué un rôle important dans le pouvoir dont dispose la communauté homosexuelle.
En 1975, le Parti québécois (PQ) tente de faire adopter un article interdisant la discrimination des homosexuels dans la première version de la Charte des droits et libertés. Le PLQ refuse. La charte étant promulguée sans cet article[réf. nécessaire].
Au milieu des années 1970, l'adjoint du député Robert Burns, André Larocque, devient le premier Canadien ouvertement homosexuel à adopter un enfant. Le député Burns signe une des 4 lettres de recommandation.
En 1976 est fondée l'Association pour les droits des gai(e)s du Québec (ADGQ). L'association est dissoute en 1986.
À Montréal, durant les Jeux olympiques d'été de 1976, le maire Jean Drapeau lance une offensive de nettoyage des rues de la ville. On tente de cacher les taudis, les sans abris et les bars/saunas gais. Jean Drapeau prend son rôle à cœur. « Il est aussi impossible pour les Jeux olympiques de Montréal de produire un déficit que pour un homme de devenir enceint[e]. », a déclaré ce dernier. Les arrestations dans les bars s'intensifient alors. 
Le soir du 21 octobre 1977, vers 23 heures, des policiers de Montréal, munis de gilet pare-balles et de mitrailleuses, effectuent la plus grosse descente jamais effectuée dans un bar. Plus de 145 clients du bar TruXX sont arrêtés et accusés. Cette opération policière constitue la plus importante opération de masse depuis la crise d'Octobre. Le lendemain des arrestations, plus de deux mille personnes manifestent spontanément dans les rues du centre-ville de Montréal. 
Jusqu’en 1977, Citoyenneté et Immigration Canada refuse toujours l’accès au territoire canadien à tout homosexuel déclaré. 
En décembre 1977, pour la première fois en Amérique, le ministre de la justice québécois Marc-André Bédard (PQ) fait adopter un amendement avant-gardiste à la Charte des droits et libertés, interdisant toute forme de discrimination sur la base de l’orientation sexuelle (c'est la reprise de la tentative de 1975). 
En 1979, la commission des écoles catholiques de Montréal refuse la location d’un local à une association gaie. Après un jugement de la cour, les gais obtiennent pour la première fois gain de cause grâce à la Charte des droits de M. Bédard.
En juin 1979, l'Association pour les droits des gai(e)s du Québec (ADGQ) fonde Le Berdache (1979-1982). Ce dernier devient donc le journal de l'Association. Des articles sur le militantisme, la culture et les modes de vie homosexuels y sont publiés.

### Les années 1980
Le 5 février 1981, des descentes de police dans quatre saunas (« Operation Soap ») provoquent une importante mobilisation et des manifestations que l'on considère comme la première « Toronto Pride » (semaine de la fierté à Toronto). Le 30 mai, à Edmonton, 56 policiers sont arrêtés en raison de leurs relations avec des homosexuels.
En avril 1983 a lieu la dernière descente de police dans un sauna, après plusieurs manifestations. En 1984, Pink Triangle Press lance le magazine gay Xtra!.
En 1987 débute l'émission de télévision CODCO qui montre plusieurs personnages homosexuels, suivi l'année suivante par The Kids in the Hall. En 1988, Svend Robinson est le premier député canadien à se déclarer publiquement homosexuel.
L'assassinat de Joe Rose à Montréal, en 1989, galvanise le mouvement LGBT et VIH/SIDA au Québec et entraîne la fondation de plusieurs organismes et courants militants. La réponse militante donnera également l'impulsion à la réplique, l'année suivante, aux descentes policières du Sex Garage.

### Les années 1990
En 1990, une descente violente de la police de Montréal et des arrestations de masse lors de l'événement gai Sex Garage, et la répression également violente d'importantes manifestations LGBT organisées pour dénoncer ces actions, choque la communauté LGBT au Québec. Dans la foulée de ces événements, l'essentiel de la base organisationnelle et militante de la communauté pendant les prochaines décennies est mis en place. Une commission publique sur la violence homophobe sera organisée en 1994.
En 1990, Vancouver accueille les Gay Games. 
En 1994, le projet de loi 167 proposé par le gouvernement de Bob Rae, donnant aux couples homosexuels les mêmes droits que les couples hétérosexuels, est repoussé par l'assemblée législative de l'Ontario. 
En 1995, l'arrêt Egan c. Canada refuse d'attribuer une allocation à un partenaire de même sexe, mais établit l'existence d'une discrimination envers les homosexuels.
En 1996, le Conseil scolaire du district de Toronto lance le « Triangle Program », le premier programme à destination des jeunes LGBT en danger. 
Le 20 juin de la même année, le projet C 33, qui ajoute l'orientation sexuelle au Canadian Human Rights Act parmi les motifs de discrimination interdits, est approuvé par sanction royale. En 1999, George Smitherman est le premier Membre du Parlement provincial de l'Ontario ouvertement homosexuel.

#### Union de fait
En 1999, une décision de la Cour suprême du Canada fait en sorte que les couples homosexuels soient inclus dans les unions de fait.

### Les années 2000 à 2010
En 2000 commence l'affaire de Little Sisters Book and Art Emporium c. Canada. Le 14 septembre a lieu une descente de police au Pussy Palace, un sauna pour femmes. La chaîne de télévision OUTtv est lancée en 2001. 
Le 17 novembre 2001, un habitant de Vancouver est agressé et tué par des jeunes au parc Stanley, motivant une marche contre la violence homophobe. 
En 2002, un adolescent gagne une bataille judiciaire contre son pensionnat catholique qui lui interdisait de venir avec son compagnon à la fête de la promotion (Marc Hall v. Durham Catholic School Board).
Le 9 mai 2003, l'escouade de la moralité de la police de Montréal fait une descente au Bar de danseurs nus Taboo situé dans le quartier gai de Montréal. En tout, 34 individus sont arrêtés par la police. Sept d’entre eux sont accusés d'avoir tenu une « maison de débauche ». Parmi les autres individus arrêtés, on compte 23 danseurs et quatre clients qui sont accusés d’actes indécents,. L’intervention policière est rapidement critiquée, notamment par le psychologue Alain Bouchard pour l’effet discriminatoire et traumatisant de la descente sur les hommes homosexuels. La poursuite des différents accusés est abandonnée en 2005 quand la Cour suprême du Canada prend une décision similaire concernant un autre établissement de Montréal, décision qui redéfinit la notion d’indécence et de « maison de débauche ». La descente policière au bar Taboo est l’une des dernières descentes d’envergure dans un établissement gai au Québec.
En 2005, Allison Brewer devient chef du Nouveau Parti démocratique du Nouveau-Brunswick, et André Boisclair devient chef du PQ.
En 2006, Montréal accueille les Outgames mondiaux 2006. La radio Proud FM commence à émettre en 2007.
Au Québec, les années 2000 voient la création des mots ou concepts allosexualité et altersexualité. Micheline Montreuil, transgenre, est une personnalité marquante de cette décennie.
En 2013, le don de sang par des personnes homosexuelles est autorisé, à condition de n'avoir eu aucun rapport sexuel homosexuel dans les cinq dernières années. À partir de décembre 2022, les contraintes au don de sang au Québec ne tiennent plus compte de l'identité sexuelle de la personne ; les dons sont refusés si la personne a eu des relations sexuelles anales avec un nouveau ou une nouvelle partenaire ou avec plusieurs partenaires au cours des trois derniers mois.
Au Québec quelques personnalités politiques vivent leur homosexualité ouvertement, André Boisclair (Chef du Parti québécois 2005-2007), Sylvain Gaudreault (ministre des Affaires municipales et des Transports (PQ) 2012-2014), Agnès Maltais (ministre du Travail, de l'Emploi et de la Solidarité sociale PQ 2012-2014, entre autres), Manon Massé (députée de Québec solidaire (QS) dans Sainte-Marie-Saint-Jacques (SMSJ) 2014-), André Boulerice (député du PQ dans SMSJ 1985-2005).

#### Mariage
En juin 2002, André Boulerice (PQ) fait adopter la loi sur les unions civiles, un substitut de mariage pour lequel les homosexuels sont admis, seulement trois mois après la première décision judiciaire québécoise en faveur du mariage homosexuel à proprement parler.
Dans plusieurs provinces canadiennes, le mariage entre conjoints de même sexe fut légalisé à la suite de procès dans lesquels les juges ont déterminé que la loi existante sur le mariage (le limitant aux couples hétérosexuels) était anticonstitutionnelle. Le 20 juillet 2005, le Canada légalise le mariage homosexuel en adoptant la Loi sur le mariage civil, ce qui change la situation dans 4 des 13 juridictions canadiennes, les 9 autres l'ayant déjà accepté par procédures judiciaires.

### Les années 2010
Dans le gouvernement de Pauline Marois formé le 19 septembre 2012, trois ministres nouvellement nommés affichent ouvertement leur homosexualité, Sylvain Gaudreault, Réjean Hébert et Agnès Maltais. 
Le 11 février 2013, Kathleen Wynne est élue cheffe du Parti Libéral de l'Ontario, et par le fait même première ministre de l'Ontario. Elle devient aussi la première femme homosexuelle à présider un gouvernement au Canada. 

### En français
- Line Chamberland, Mémoires lesbiennes, 1950-1972, Montréal, Remue-Ménage, 1996.
- Patrice Corriveau, « Discours religieux et médical au cœur du processus de légitimation du droit pénal. la gestion des mœurs homoérotiques au Québec (1892-1969) », Champ pénal, Vol. IV | 2007 : Varia.
- Irène Demczuk et Frank Remiggi (dir.), Sortir de l’ombre, Histoire des communautés lesbiennes et gaies de Montréal, Montréal, VLB, 1998.
- Irène Demczuk (dir.), Des Droits à reconnaître, les lesbiennes face à la discrimination, Montréal, Remue-ménage, 1998.
- Danielle Julien et Joseph J. Lévy (dir.), Homosexualités : variations régionales, Presses de l'Université du Québec, 2007.
- Guy Ménard, De Sodome à l’Exode. Jalons pour une théologie de la libération gaie, Montréal, Guy Saint-Jean, 1982.
- Nathalie Ricard, Maternités lesbiennes, Montréal, Remue-Ménage/IREF.
- Pierre Salducci (dir.), Écrire gai, Montréal, Stanké, 1998.
- Paul-François Sylvestre, Les Homosexuels s'organisent, Montréal, éditions Homheureux, 1979.

### En anglais
- Terry Goldie (dir.), In a Queer Country: Gay and Lesbian Studies in the Canadian Context, Arsenal Pulp Press, 2001.
- Didi Herman, Rights of Passage, Struggles for Lesbian and Gay Equality, Toronto, University of Toronto Press, 1994.
- Bruce MacDougall, Queer Judgements: Homosexuality, Expression, and the Courts in Canada, Toronto, University of Toronto Press, 2000.
- Donald McLeod, Lesbian and Gay Liberation in Canada : A Selected Annotated Chronology, 1964-1975, Toronto, EDW books, 1996.
- David Rayside, Queer Inclusions, Continental Divisions: Public Recognition of Sexual Diversity in Canada and the United States, Toronto, University of Toronto Press, 2008.
- Miriam Smith, Lesbian and Gay Rights in Canada, Social Movements and Equality-Seeking 1971-1995, Toronto, University of Toronto Press, 1999.
- Alex Spence (éd.), Gay Canada: A Bibliography and Videography, 1984-2000, Canadian Scholars Press, 2002.
- Tom Warner, Never Going Back: A History of Queer Activism in Canada, Toronto, University of Toronto Press, 2002.